# 허장강
허장강(許長江, 본명: 허장현, 본명 한자: 許長顯, 1925년 5월 9일~1975년 9월 21일)은 대한민국의 연극 배우, 영화 배우, 영화 기획가이다.  그가  쓴 예명인 ‘장강’(長江)은 연극연출가 겸 영화감독 서항석이 ‘뚝섬의 물이 마를 소냐, 기나긴 강물처럼 부디 오래살고 대성하라’는 뜻이었다고 한다.

## 생애
서울 성수동에서 당시 서울 수도국에 근무하던 아버지 허광일의 3남 2녀중 막내로 자랐다. 6남매라는 설도 있다.
1944년 태평양악극단 소속으로 연극 배우 첫 데뷔하였고 광복 후 반도가극단(半島歌劇團)에 들어가 연기자 생활을 시작하였다.
1954년 영화 《아리랑》의 주연으로 영화 배우로 데뷔하였다. 약 20여년 동안 300여편의 영화에 출연하였다.
1975년 9월 21일, 연예인 축구 대회 도중 심장마비에 걸려 서울특별시 중구 광희동 국립의료원(現 서울특별시 중구 을지로6가 국립중앙의료원)에 이송되었지만 끝내 건강 회복을 하지 못하고 향년 51세를 일기로 사망했다.

## 학력
- 경성 중앙고등보통학교 전퇴
- 경성고등부기학교 졸업
- 일본 다치사마 항공학교 중퇴

## 출연작

### 영화 출연
- 1954년 《아리랑》
- 1955년 《피아골》
- 1956년 《격퇴》
- 1957년 《노들 강변》
- 1958년 《아름다운 악녀》
- 1958년 《눈 나리는 밤》
- 1959년 《세 쌍동》
- 1960년 《두 여인》
- 1960년 《버림받은 천사》
- 1961년 《일편단심》
- 1962년 《두만강아 잘 있거라》
- 1962년 《와룡선생 상경기》
- 1963년 《김약국의 딸들》
- 1963년 《언니는 좋겠네》
- 1964년 《신식 할머니》
- 1965년 《신화를 남긴 해병》
- 1966년 《양반전》
- 1966년 《누명 쓴 사나이》
- 1967년 《9인의 귀순병》
- 1967년 《메밀꽃 필 무렵》
- 1967년 《돌무지》
- 1968년 《낮과 밤》
- 1968년 《고향무정》
- 1968년 《여자의 일생》
- 1969년 《동경의 왼손잡이》
- 1969년 《투명인간》
- 1969년 《사화산》
- 1969년 《눈 나리는 밤》
- 1970년 《태조 왕건》
- 1970년 《세조대왕》
- 1970년 《아파트를 갖고 싶은 여자》
- 1970년 《태양은 늙지 않는다》
- 1970년 《어느 소녀의 고백》
- 1970년 《극동의 무적자》
- 1970년 《설야》
- 1971년 《인간 사표를 내라》
- 1971년 《쇠사슬을 끊어라》
- 1972년 《무녀도》
- 1972년 《소장수》
- 1972년 《남과 여》
- 1972년 《갑돌이와 갑순이》
- 1972년 《청춘교사》
- 1972년 《인왕산 호랑이》
- 1973년 《쥬리아와 도꾸가와 이에야스》
- 1973년 《우정》
- 1973년 《축배》
- 1973년 《뜨거운 영광》
- 1974년 《여대생 가정부》
- 1974년 《사랑이 있는 곳에》
- 1974년 《어둠속의 목격자》
- 1974년 《암살지령》
- 1975년 《일생》
- 1975년 《왜 그랬던가》
- 1975년 《조총련》
- 1975년 《태풍을 일으킨 사나이》

## 수상 경력
- 1961년 제9회 아시아영화제 남우조연상
- 1963년 제6회 부일영화상 남우조연상
- 1966년 제4회 청룡영화상 남우조연상
- 1968년 제11회 부일영화상 남우조연상
- 1970년 제7회 청룡영화상 남우조연상
- 1972년 제8회 백상예술대상 영화부문 남자최우수연기상
- 1974년 제13회 대종상영화제 남우조연상
- 1975년 제14회 대종상영화제 특별공로상
- 1975년 제21회 아시아영화제 남우조연상

## 가족 관계
3남 2녀.
- 아버지: 허광일(許光日)
  - 형제 6남매
- 부인: ?
  - 아들: 허기호(1952년 3월 28일~)
  - 그 외 1남 1녀
- 부인: 박정남(朴貞南, ?~?), 1959년 재혼, 1962년 이혼[5]
- 부인: 김옥심(金玉心, 1939년~), 1962년 재혼하였다.[6]
  - 아들: 허준호(1964년 4월 14일~)

## 같이 보기
- 대한민국의 남자 배우 목록
- 한국 영화